# David Raya
David Raya Martin (* 15. September 1995 in Barcelona) ist ein spanischer Fußballtorwart. Der Torwart steht beim englischen Erstligisten FC Arsenal unter Vertrag.

## Karriere
Der in Barcelona geborene Torwart David Raya begann seine fußballerische Ausbildung beim UE Cornellà, bevor er im Juli 2012 in die Nachwuchsabteilung der Blackburn Rovers wechselte. Dort spielte er bereits in der nächsten Saison 2013/14 regelmäßig für die Reservemannschaft in der Premier League 2, bevor er am 26. Februar 2014 seinen ersten professionellen Vertrag unterzeichnete.
Am 19. September 2014 wechselte er auf Leihbasis für vier Monate zum Fünftligisten FC Southport, wo er erste Erfahrungen im Herrenfußball sammeln sollte. Sein Debüt bestritt er am 20. September 2014 (11. Spieltag) bei der 0:3-Auswärtsniederlage gegen Macclesfield Town. Bis Anfang Januar 2015 bestritt Raya 20 Pflichtspieleinsätze für die Sandgrounders, bevor er wieder nach Lancashire zurückkehrte. Dort spielte er vorerst wieder in der U23-Mannschaft. Am 4. April 2015 (40. Spieltag) debütierte er beim 3:0-Auswärtssieg gegen Leeds United in der ersten Mannschaft des Zweitligisten. Am 30. April 2015 wurde er mit einem neuen Dreijahresvertrag ausgestattet. In der verbleibenden Saison 2014/15 kam er noch zu einem weiteren Ligaeinsatz für die Rovers.
Zu Beginn der nächsten Spielzeit 2015/16 erhielt er vom Cheftrainer Gary Bowyer das Vertrauen und startete im Tor. Bereits nach fünf Ligaspielen, von welchen kein einziges gewonnen werden konnte, lief ihm die Neuerwerbung Jason Steele den Rang ab und Raya kam in der verbleibenden Saison nur noch in fünf Premier-League-2-Spielen zum Einsatz. In der für die Rovers katastrophal verlaufenen, folgenden Spielzeit 2016/17 erhielt Raya wiederum erst in den letzten fünf Ligaspielen die Chance, in denen er den verletzten Steele ersetzen musste, konnte aber den knappen Abstieg in die drittklassige EFL League One trotz guter Leistungen auch nicht verhindern.
Nachdem Jason Steele die Rovers im Sommer 2017 zum AFC Sunderland verlassen hatte, stieg David Raya unter dem neuen Cheftrainer Tony Mowbray in der Saison 2017/18 zur Nummer eins auf. Am 1. Februar 2018 unterzeichnete er einen neuen Dreieinhalbjahresvertrag. Raya verpasste in dieser Spielzeit nur ein einziges der 46 Ligaspiele und stieg mit den Blackburn Rovers als Vizemeister nach einem Jahr wieder in die Championship auf. In der nächsten Saison 2018/19 behielt er seinen Stammplatz bei und absolvierte 41 Ligaspiele.
Am 6. Juli 2019 wechselte er zum Ligakonkurrenten FC Brentford, wo er einen Vierjahresvertrag unterzeichnete. Sein Debüt bestritt er am 3. August 2019 (1. Spieltag) bei der 0:1-Heimniederlage gegen Birmingham City. Cheftrainer Thomas Frank setzte in der Saison 2019/20 auf Raya als Stammtorwart. Im Oktober 2020 unterzeichnete er in Brentford einen bis Sommer 2024 verlängerten Kontrakt und nach einer Niederlage im Finale des Play-offs im Jahr 2020 gelang ihm mit seinen Mannen im Jahr darauf nach der erneuten Qualifikation für die Ausscheidungsspiele der Aufstieg in die Premier League.
Im August 2023 wurde Raya an den FC Arsenal verliehen. Zur Saison 2024/25 wurde er fest verpflichtet.

## Titel
- Europameister: 2024